# Tor Błonie
Tor Błonie is een schaatsbaan in het Poolse stadje Sanok, woiwodschap Subkarpaten. Het is een onoverdekte 400-meter-kunstijsbaan die op 284 meter boven zeeniveau ligt. Constructie begon in 1977 en de baan werd geopend in 1980. Tussen 2003 en 2005 is de baan gerenoveerd.
Anno 2014 is het een van de vier kunstijsbanen in Polen die gebruikt wordt voor onder meer de Poolse kampioenschappen afstanden, allround en sprint.
Naast langebaanschaatsen wordt er op Tor Błonie ook aan inline-skaten en ijsspeedway gedaan.

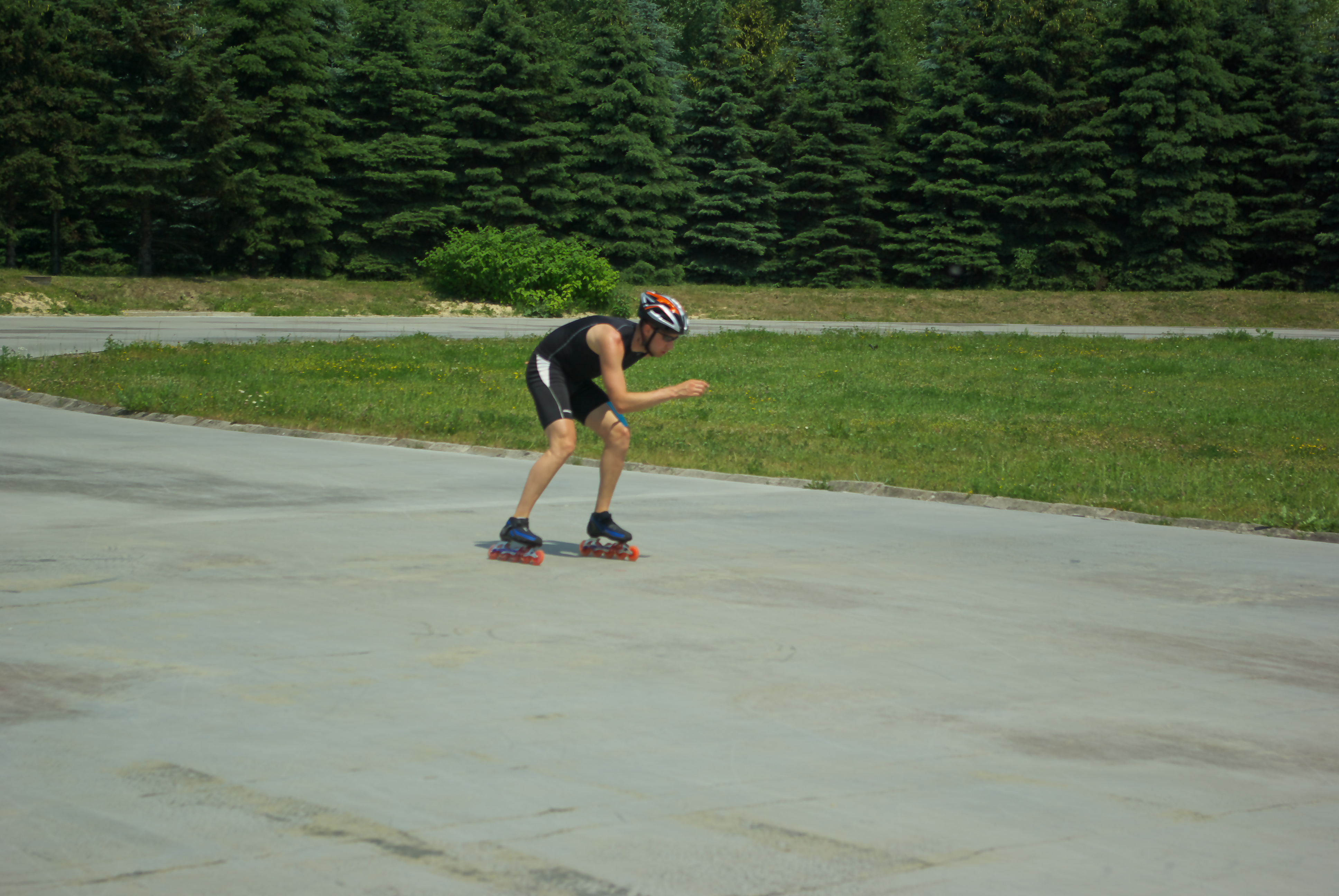
Een inlineskater in de zomer
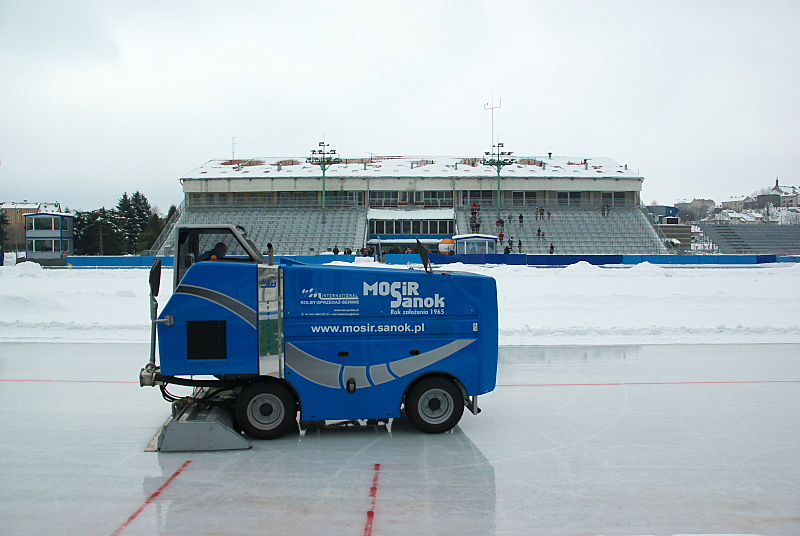
Een ijsmachine op de baan
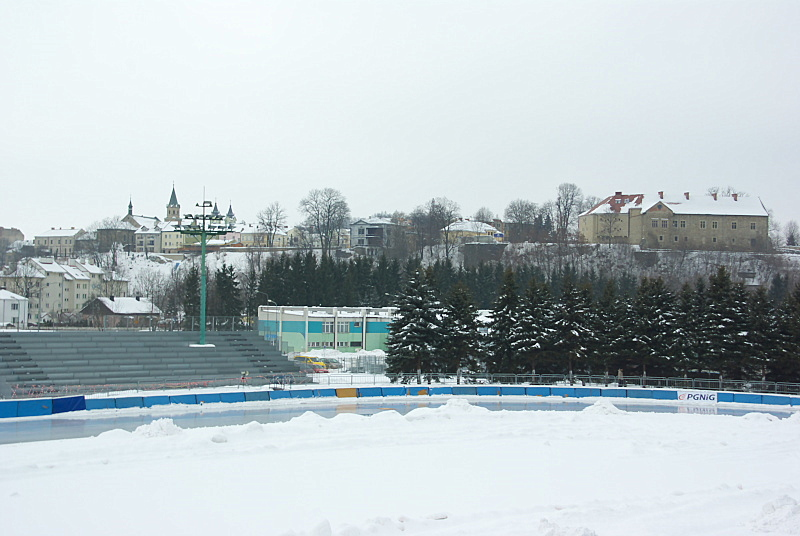
Uitzicht op het centrum van Sanok
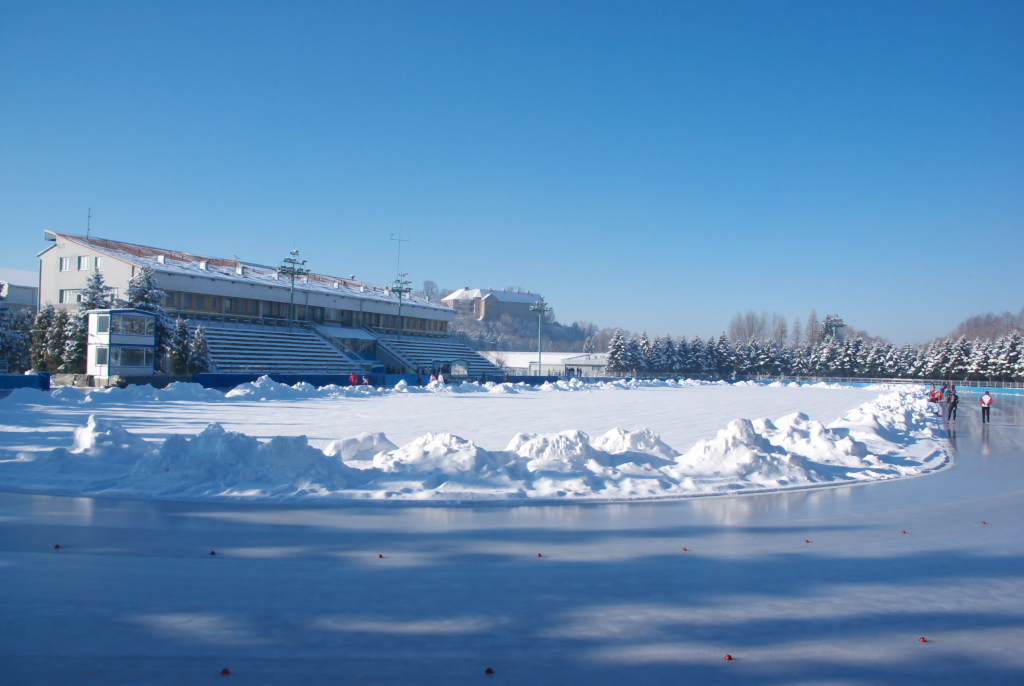
Uitzicht op de hoofdtribune